# Derek Hill
Derek Hill (ur. 28 marca 1975 roku w Santa Monica) – amerykański kierowca wyścigowy. Syn mistrza świata Formuły 1 z 1961 roku - Phila Hilla.

## Kariera
Hill rozpoczął karierę w wyścigach samochodowych w 1996 roku od startów w Barber Dodge Pro Series, gdzie pięciokrotnie stawał na podium, a raz na jego najwyższym stopniu. Z dorobkiem 124 punktów uplasował się na najniższym stopniu podium klasyfikacji generalnej. Rok później był już mistrzem tej serii. W późniejszych latach pojawiał się także w stawce Toyota Atlantic Championship, Formuły Palmer Audi, Włoskiej Formuły 3000, Formuły 3000 (lata 2001-2003), American Le Mans Series oraz Delaware Speedway Late Models,